# Leucopternis
Leucopternis – rodzaj ptaków z podrodziny jastrzębi (Accipitrinae) w rodzinie  jastrzębiowatych (Accipitridae).

## Zasięg występowania
Rodzaj obejmuje gatunki występujące w Ameryce.

## Morfologia
Długość ciała 31–43 cm, rozpiętość skrzydeł 51–78 cm; masa ciała samic 325–380 g, samców 250–317 g.

## Systematyka

### Etymologia
Leucopternis: gr. λευκος leukos „biały”; πτερνις pternis „jastrząb”.

### Podział systematyczny
Do rodzaju należą następujące gatunki:
- Leucopternis semiplumbeus Lawrence, 1861 – białostrząb panamski
- Leucopternis melanops (Latham, 1790) – białostrząb okularowy
- Leucopternis kuhli Bonaparte, 1850 – białostrząb białobrewy